# Anna Mitchell-Hedges
Anna Mitchell-Hedges, pravim imenom Anne Marie Le Guillon (Port Colborn, Kanada 1. siječnja 1907. – 11. travnja 2007.), kanadska pustolovka, kao siroče posvojio ju je poznati američki pustolov i pisac Frederick Albert Mitchell-Hedges kad je imala 10 godina. 
Njezinom posvajanju prethodilo je nekoliko tragedija koje su pogodile njezinu obitelj dok je bila dijete. Anna je sa svojim ocem Mitchellom-Hedgesom putovala sve do njegove smrti 1959., a na jednom takvom putovanju po Srednjoj Americi u starom majanskom gradu Lubaantunu u bivšem Britanskom Hondurasu otkrila je na svoj 17. rođendan 1924. svjetski poznatu kristalnu lubanju poznatiju danas kao Mitchell-Hedges skull. Prema legendi ovakvih lubanja postoji 13.

## Vanjske poveznice
- The Mitchell-Hedges Crystal Skull Mystery